# Bayoneta

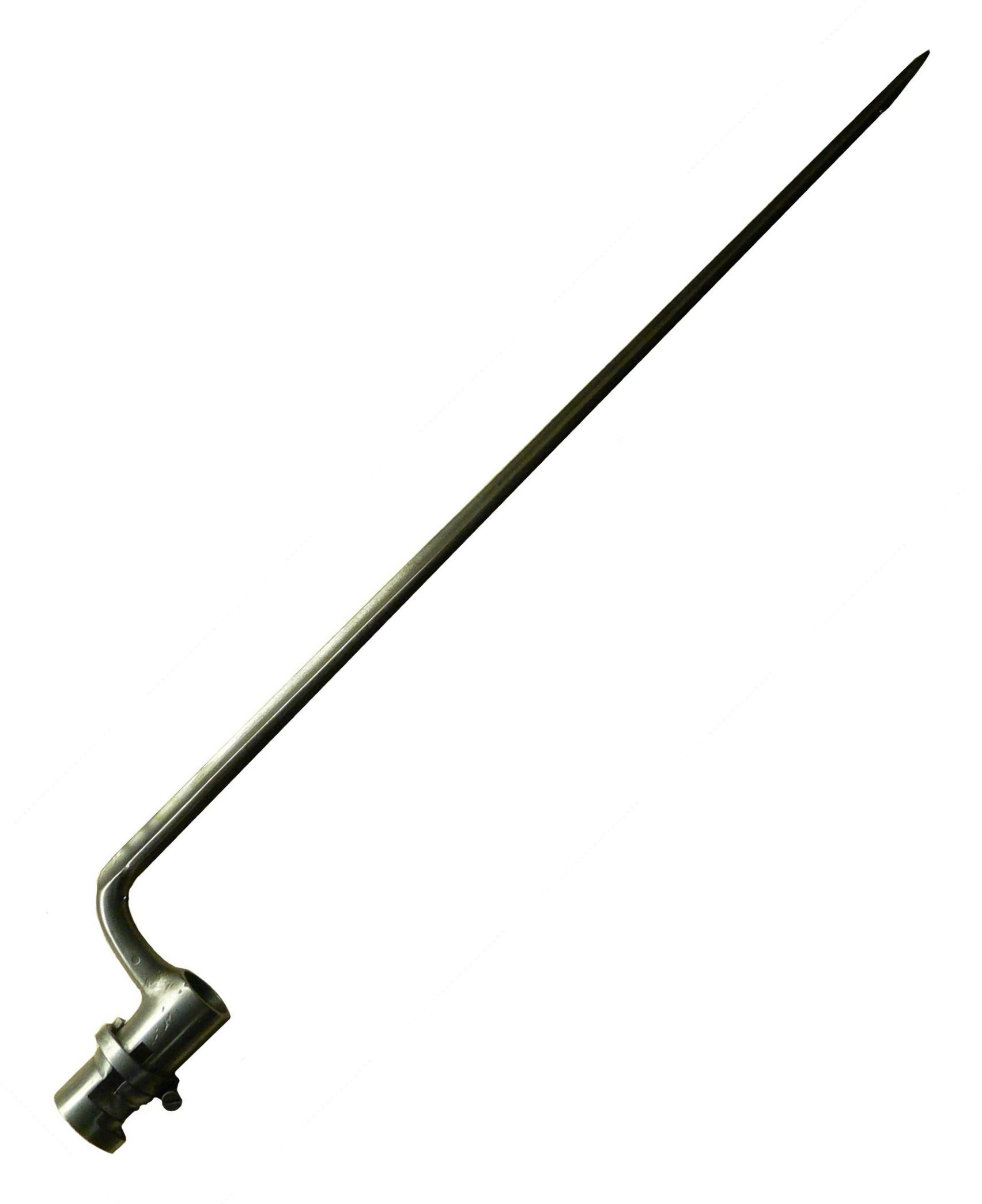
Bayoneta de la primera mitad del.

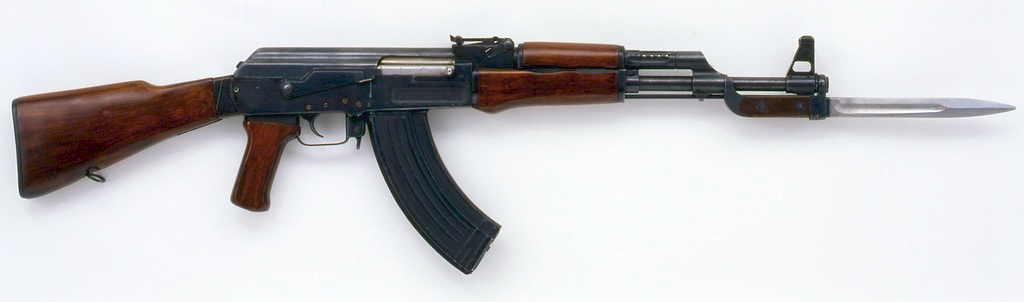
Un AK-47 con bayoneta 6H2.

La bayoneta es un arma blanca que se acopla o cala al extremo del cañón del fusil o de la carabina para combatir cuerpo a cuerpo. La bayoneta más común desde el siglo XVII hasta el XIX era la llamada de cubo, consistente en un cilindro metálico hueco al que se adosaba una cuchilla triangular, que fue especialmente utilizada en los mosquetes. En el siglo XX pasó a ser un cuchillo que se puede acoplar al arma para permitir su uso como bayoneta.

## Historia
La palabra bayoneta proviene de la ciudad de Bayona, donde fue inventada en 1670, aunque hay indicios de que ya en 1642 fuera utilizada. Antes de la supresión de la pica, algunos oficiales, teniendo a esta arma por inútil y embarazosa en muchas ocasiones, buscaron otra que fuese más cómoda. Cuando M. de Puysegur, mandado en 1642 a Flandes, enviaba partidas más allá de los canales, los soldados no llevaban espadas, sino bayonetas cuyo cabo era de un pie de largo y lo mismo la hoja: aquella bayoneta podía entrar en el cañón del fusil y servía de defensa contra los que querían atacar a una tropa después de que había hecho su fuego.
Por una ordenanza de 16 de mayo de 1676 mandó Luis XIV que los dragones se armasen de mosquete y bayoneta. Los granaderos creados en 1667, reunidos en compañías en 1671, estaban armados de fusiles y bayonetas desde la paz de Nimega en 1678.[cita requerida]
Mallec escribía en 1684 en su obra titulada, Los Trabajos de Marte:[cita requerida]

Se nota que excepto en los combates de la llanura, los piqueros son muy inútiles, no pudiendo emplearse de faccionarios en los puestos avanzados donde para advertir es necesario hacer ruido; como ni servir en los ataques y asaltos de las plazas donde se necesita tener armas fáciles de manejar y que causen mucho rumor para intimidar a los atacados. Estas y otras muchas razones fueron la causa de dar este año bayonetas a algunos mosqueteros, para meterlas en sus cañones y servir de picas cuando los atacase la caballería y quizá por este medio se abandonaran las picas.

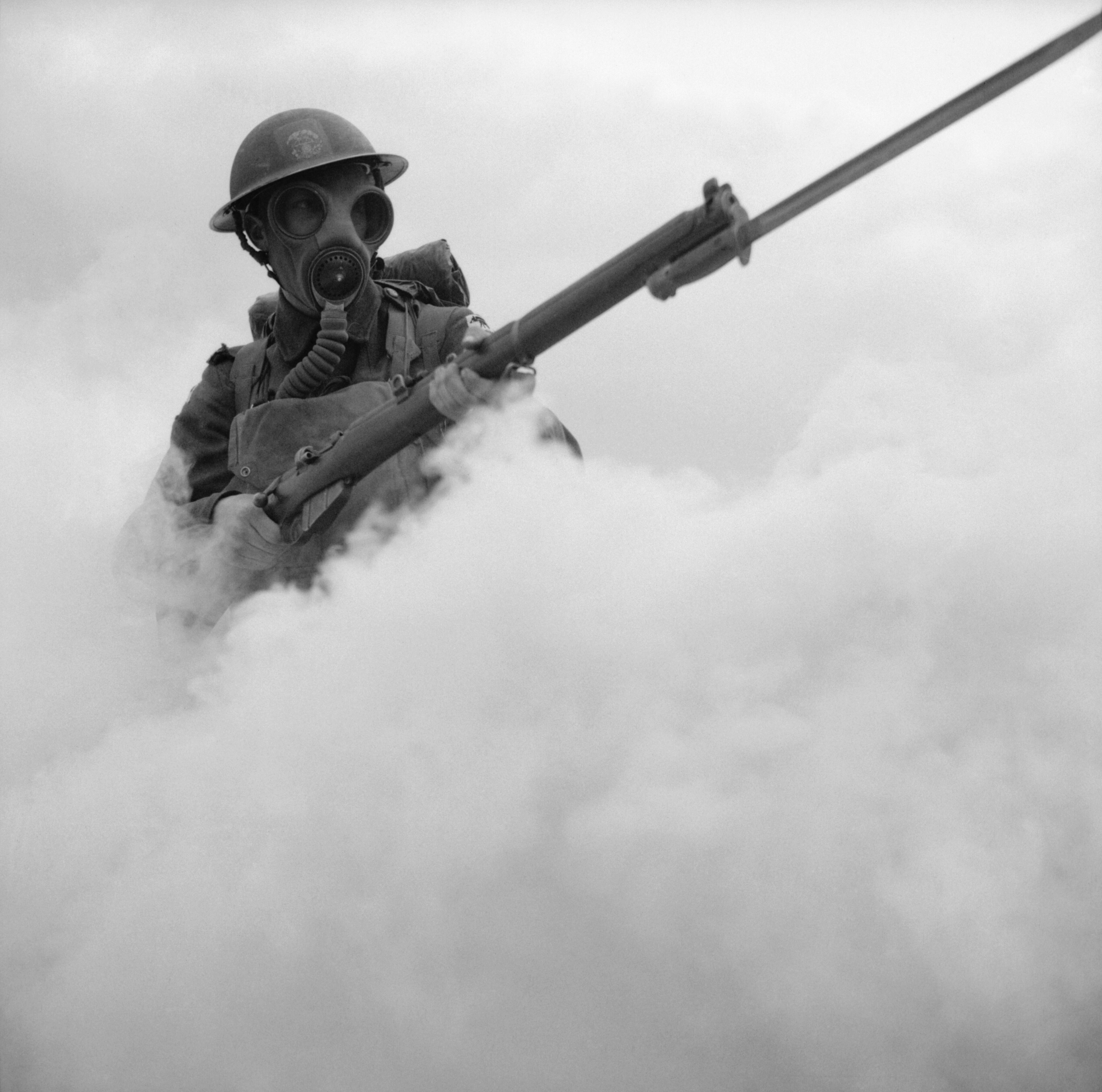
Un soldado británico con un fusil Lee-Enfield con bayoneta en 1941.

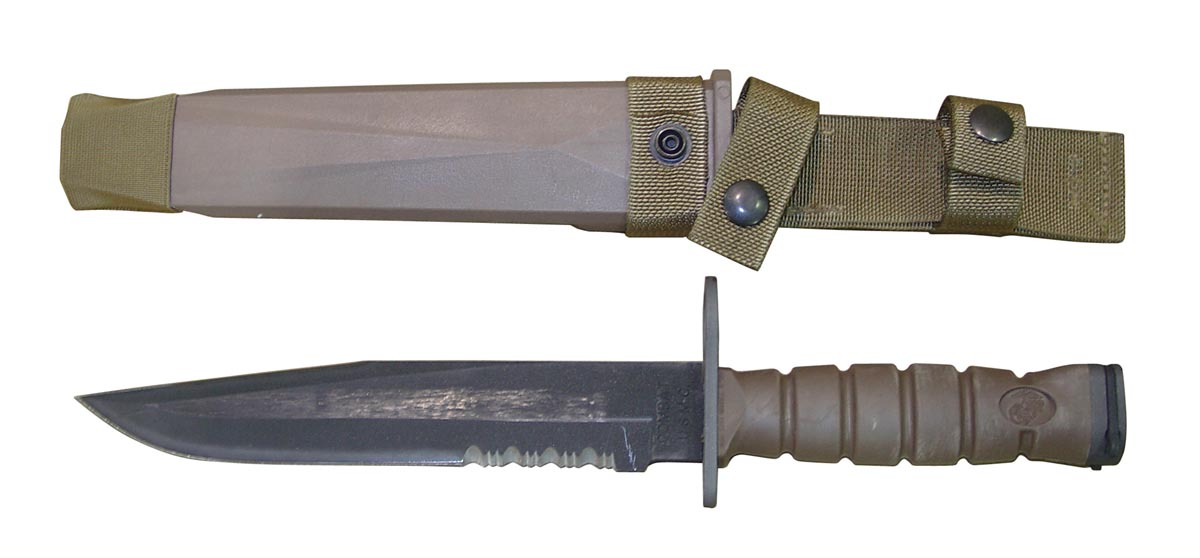
Bayoneta OKC-3S - fabricada por "Ontario Knife Company".

En efecto lo fueron en 1703, por el dictamen del Mariscal de Vauban y se sustituyó la bayoneta. El P. Daniel cree que el primer cuerpo que se armó de este modo es el regimiento de los fusileros creado en 1671 y llamado después Real Artillería. Esta arma no tenía más que un cabo de madera, que entraba en el cañón y era necesario quitarla y ponerla en la vaina para tirar o cargar el fusil; tales movimientos hacían perder tiempo y el soldado en el calor y turbación de la acción podía olvidar la bayoneta, tirar sin haberla quitado y reventar el fusil. Estos inconvenientes hicieron imaginar pronto en el cabo hueco y de la misma materia que la bayoneta, de suerte que en lugar de entrar en el cañón, este le recibiese y se adaptase de un modo fijo y sólido por medio de una abertura hecha en el cubo de hierro, en que entrase un punto cuadrado colocado a la extremidad del cañón. Al mismo tiempo, en lugar de poner la hoja en la dirección del cañón, se la colocó de lado por medio de un cuello encorvado que la uniese al cubo y en una dirección paralela al cañón, con cuya invención se halló el medio de tirar y de cargar sin quitar la bayoneta.
Así el fusil se convirtió también en arma blanca y después no se hizo más uso de la espada, aunque se continuó llevándola e incluso muchos regimientos la abandonaron por completo. Si todavía pueden darse algunas ocasiones de atacar con las armas blancas, la espada sería más ventajosa contra la infantería que el fusil armado con la bayoneta. Un arma de esgrima demasiado larga es muy débil; la pica de los griegos era muy inferior a la espada de los romanos, el fusil con la bayoneta sería superior a la pica y una espada fuerte y recta, entre las manos acostumbradas a manejarla, mejor que el fusil armado con la bayoneta.
El uso de la bayoneta comenzó a ser discutido ya desde la segunda mitad del siglo XIX, por considerarse inútil al aumentar la potencia de fuego del fusil, e incluso peligrosa para el propio soldado que la utiliza. Si bien se siguió utilizando en la Primera Guerra Mundial, su empleo en la Segunda se puede considerar anecdótico, aunque visto desde puntos de vista diferentes.[cita requerida] En la Segunda Guerra Mundial, fue muy poco utilizada en Europa; por el contrario, en Oceanía, Estados Unidos y Japón lucharon a muerte con balas y bayonetas por el control de las valiosas islas del Pacífico.
Actualmente la técnica de la esgrima de combate con bayoneta aún se aprende en numerosos cuerpos militares, siendo una excelente preparación psicológica para el combate aún con muy pocas posibilidades de llegar a emplearse (como la lucha con cuchillo de combate),[cita requerida] siendo muy empleada igualmente para uso ceremonial y de desfile.[cita requerida]

### Bayonetas de enchufe

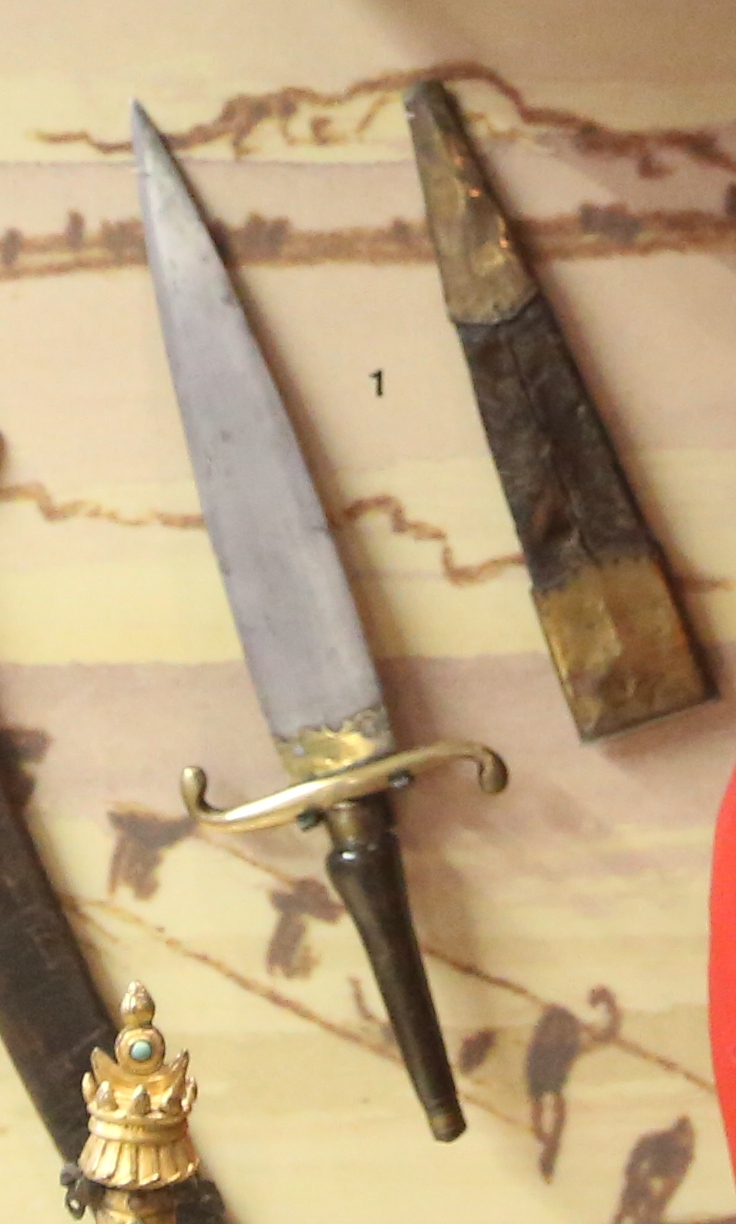
Bayonetas de enchufe del.

El primer caso registrado de bayoneta propiamente dicha se encuentra en el tratado militar chino Binglu (兵录), publicado en 1606. Tenía la forma denominada Arma de hijo y madre (子母鳥銃), un mosquete de retrocarga que se entregaba con una bayoneta de tapón de unos 57,6 cm (22,7 plg) de longitud, lo que le daba una longitud total de 1,92 m (2,1 yd) con la bayoneta acoplada. Fue etiquetada como "espada de cañón" (銃刀|s=铳刀 Chòngdāo) describiéndola como una "espada corta que puede ser insertada en el cañón y asegurada girándola ligeramente" que debe ser utilizada "cuando la batalla ha agotado tanto la pólvora como las balas, así como en la lucha contra los bandidos, cuando las fuerzas se acercan al cuerpo a cuerpo o se encuentran con una emboscada" y si uno "no puede cargar el arma en el tiempo que se tarda en cubrir dos bu (3,2 metros) de terreno han de acoplar la bayoneta y sostenerla como una lanza".
Las primeras bayonetas eran de tipo "tapón", en las que la bayoneta se encajaba directamente en el cañón del mosquete. Esto permitía convertir a la infantería ligera en infantería pesada y detener las cargas de la caballería. La bayoneta tenía un mango redondo que se deslizaba directamente en el cañón del mosquete. Esto, naturalmente, impedía disparar el arma. La primera mención conocida del uso de bayonetas en la guerra europea fue en las memorias de Jacques de Chastenet, Vizconde de Puységur. Describió a los franceses usando toscas 1 pie (0,3 m) bayonetas de tapón durante la Guerra de los Treinta Años (1618-1648). Sin embargo, no fue hasta 1671 cuando el general Jean Martinet estandarizó y entregó bayonetas de clavija al regimiento francés de fusileros que se había creado. Se entregaron a parte de un regimiento de dragones inglés en 1672, y a los Fusileros Reales en 1685.

### Bayonetas de encaje

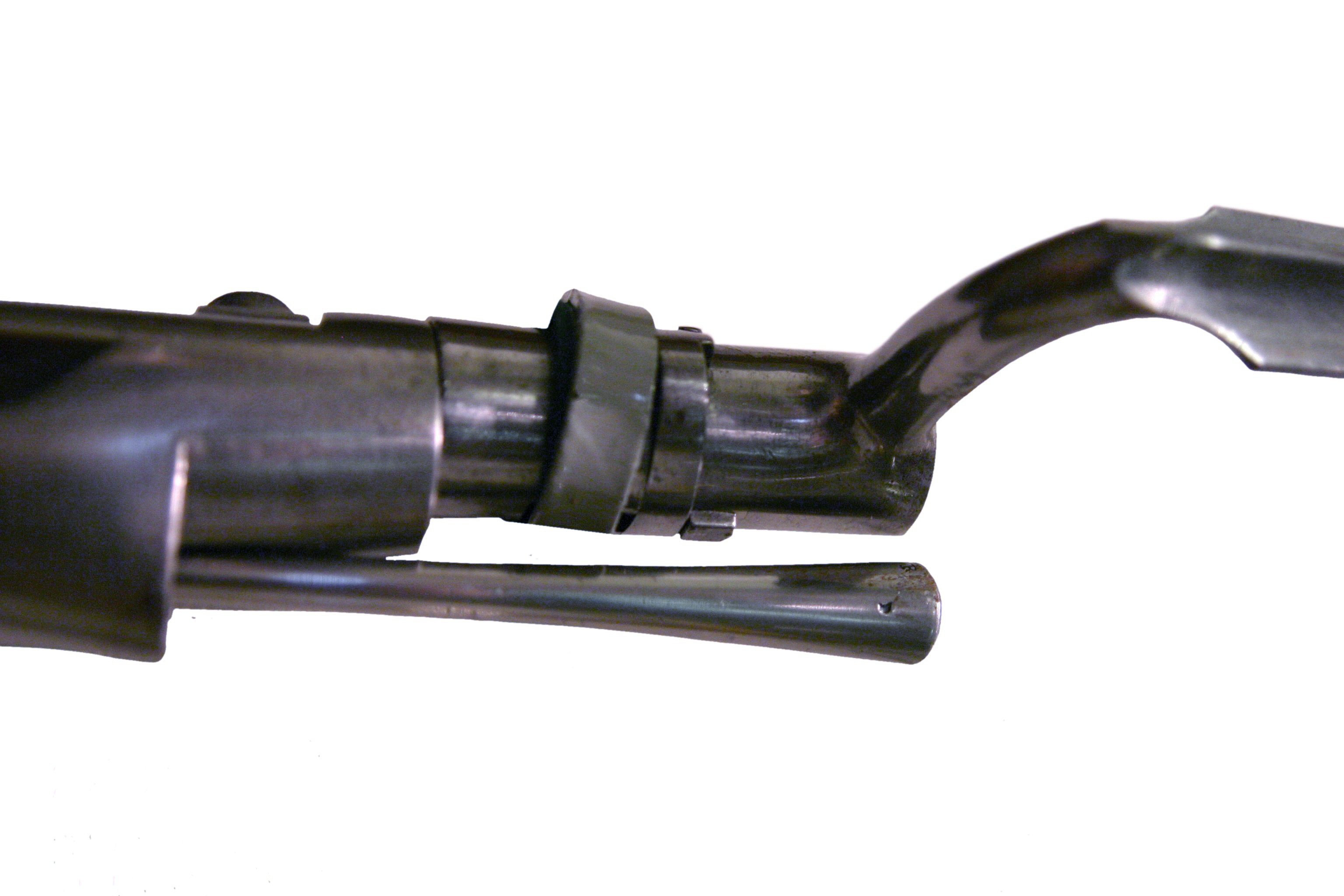
Casquillo de bayoneta, sección triangular y lados estriados.

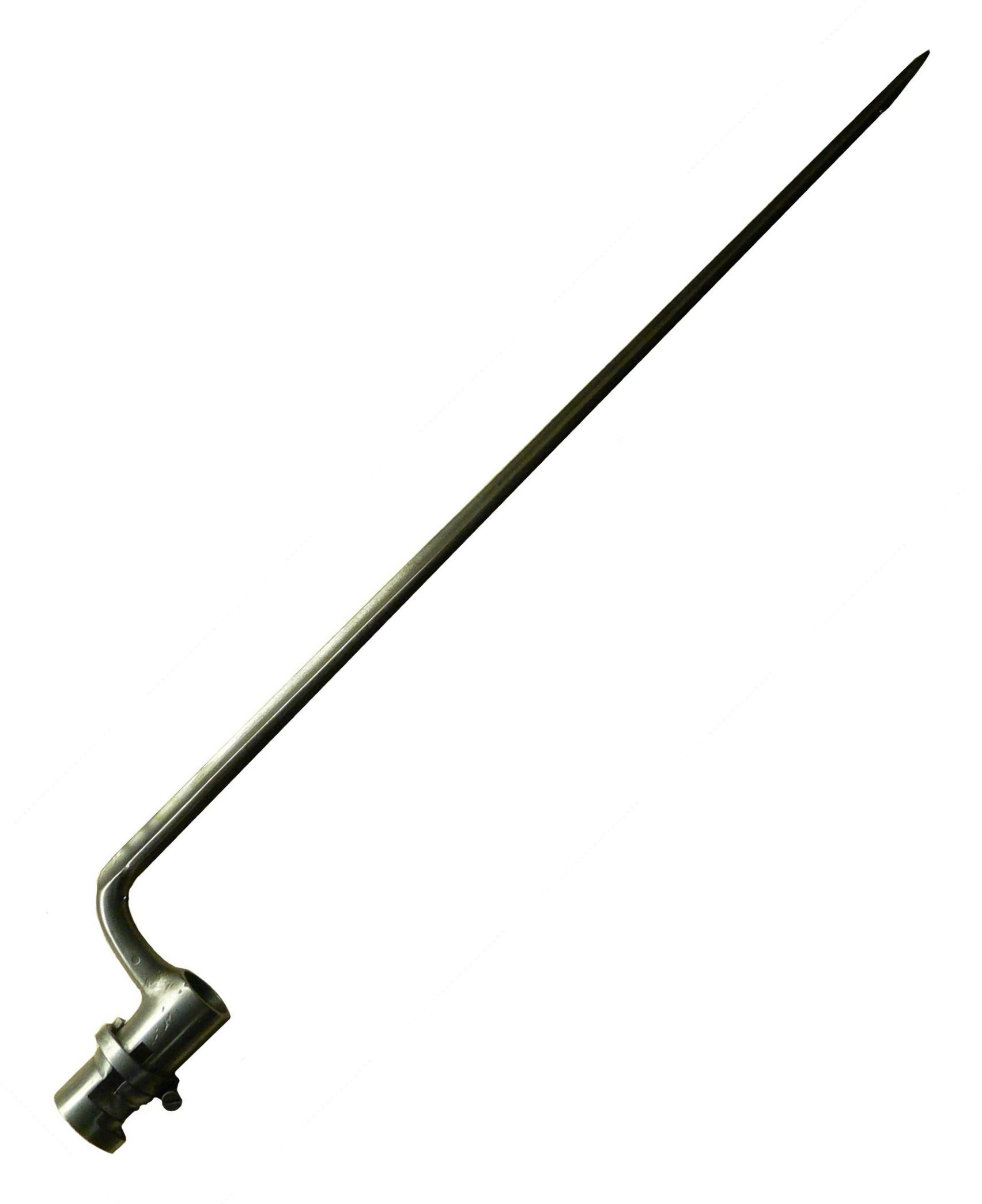
Bayoneta de punta desplazada de principios del.

El principal problema de las bayonetas de tapón era que cuando se colocaban hacían imposible disparar el mosquete, lo que obligaba a los soldados a esperar hasta el último momento posible antes de un combate cuerpo a cuerpo para fijar la bayoneta. La derrota de las fuerzas leales a William de Orange por los montañeses (highlanders) jacobitas en la Batalla de Killiecrankie en 1689 se debió (entre otras cosas) al uso de la bayoneta de tapón. Los Highlanders se acercaron a 50 metros, dispararon una sola descarga, soltaron sus mosquetes y, utilizando hachas y espadas, arrollaron rápidamente a los leales antes de que tuvieran tiempo de fijar las bayonetas. Poco después, se cree que el líder derrotado, Hugh Mackay, introdujo una bayoneta de encaje de su propia invención. Pronto las bayonetas de "encaje" incorporarían tanto monturas de encaje como una hoja desplazada que se ajustaba alrededor del cañón del mosquete, lo que permitía disparar y recargar el mosquete mientras la bayoneta estaba sujeta.
Después de la batalla de Fleurus en 1690, se hizo una prueba infructuosa con bayonetas de encaje o en zigzag, en presencia del rey Luis XIV de Francia, que se negó a adoptarlas, ya que tenían tendencia a caerse del mosquete. Poco después de la Paz de Ryswick (1697), ingleses y alemanes abolieron la pica e introdujeron las bayonetas de encastre. La bayoneta de bayoneta británica tenía un pico de sección triangular en lugar de una hoja plana, con un lado plano hacia la boca del cañón y dos lados estriados en el exterior a una longitud de 15 pulgadas (38,1 cm). No tenía seguro para mantenerlo sujeto a la boca del cañón, y estaba bien documentado que se caía en el fragor de la batalla.

### Bayonetas de espada
En el siglo XIX se introdujo el concepto de bayoneta de espada, un arma de hoja larga de uno o dos filos que también podía utilizarse como espada corta. Su propósito inicial era asegurar que los fusileros pudieran formar un cuadro de infantería adecuadamente para defenderse de los ataques de la caballería cuando estaban en filas con mosqueteros, cuyas armas eran más largas. Uno de los primeros ejemplos de fusil con bayoneta es el fusil de infantería británico de 1800-1840, más tarde conocido como fusil Baker. La empuñadura solía tener  cruceta modificados para acomodar el cañón del arma y un mecanismo de empuñadura que permitía acoplar la bayoneta a una lengüeta de bayoneta. Una bayoneta espada podía utilizarse en combate como arma secundaria. Cuando se acoplaba al mosquete o al rifle, convertía casi cualquier arma larga en una lanza o guja, adecuada no sólo para empujar, sino también para acuchillar.

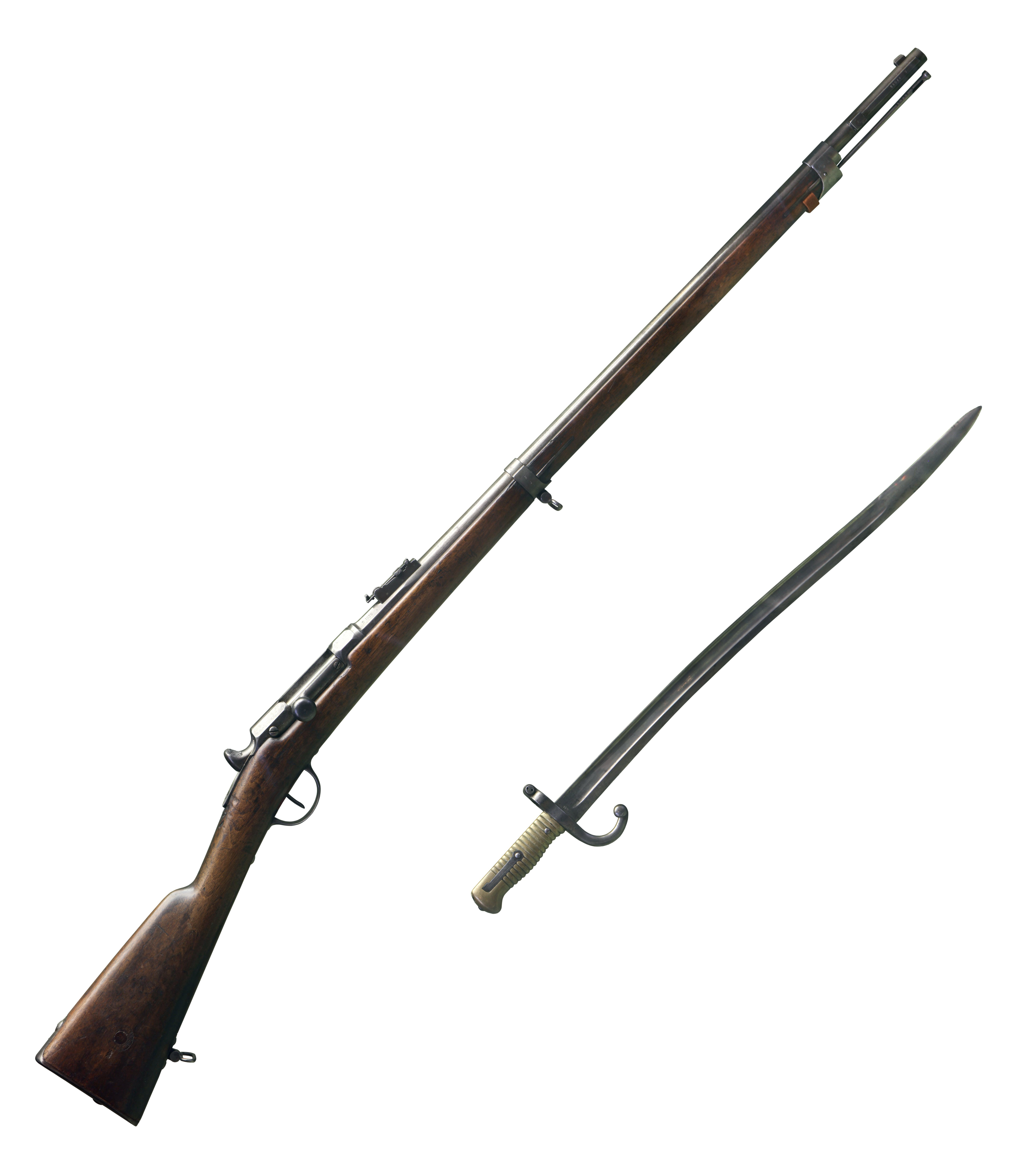
Fusil de cerrojo Chassepot y bayoneta de espada.

Mientras que el ejército británico acabó descartando la bayoneta espada, la bayoneta de casquillo sobrevivió a la introducción del mosquete rifle en el servicio británico en 1854. El nuevo mosquete rifle copió el sistema francés de anillas de cierre. La nueva bayoneta demostró su valía en la Batalla del río Almá y la Batalla de Inkerman durante la Guerra de Crimea, donde el Ejército Imperial Ruso aprendió a temerla.

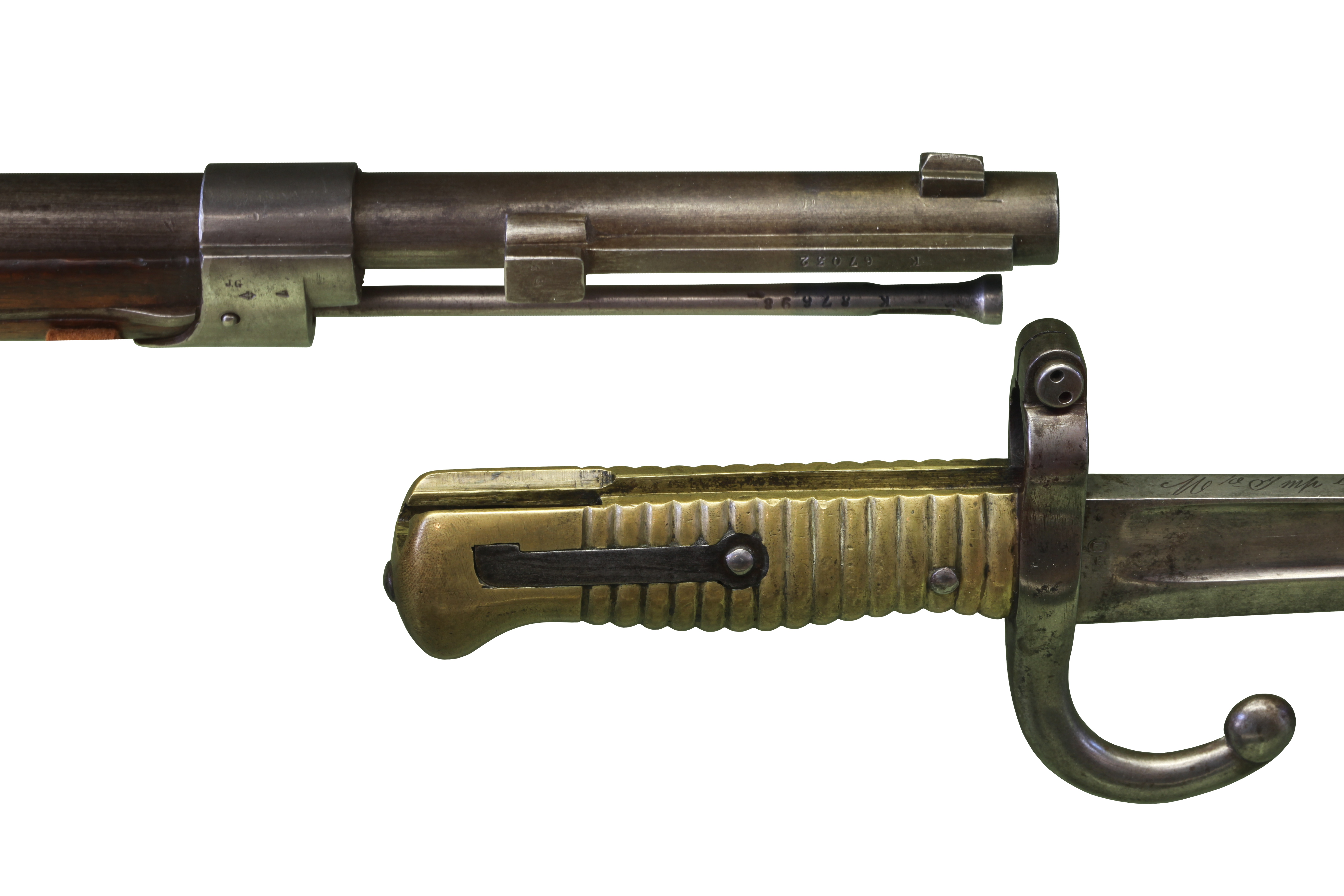
Sistema de ensamblaje de la bayoneta del Chassepot

A partir de 1862, algunas naciones europeas comenzaron a desarrollar nuevas armas  carga de recámara (como el Chassepot) y bayonetas espada adecuadas para la producción en masa y para su uso por la policía, pioneros, y las tropas de ingenieros. La decisión de rediseñar la bayoneta en una espada corta fue vista por algunos como un reconocimiento de la disminución de la importancia de la bayoneta fija como arma frente a los nuevos avances en la tecnología de las armas de fuego. En palabras de un periódico británico, "el comité, al recomendar esta nueva bayoneta espada, parece haber tenido en cuenta el hecho de que las bayonetas se utilizarán en adelante con menos frecuencia que en épocas anteriores como arma de ataque y defensa; deseaban, por lo tanto, sustituirla por un instrumento de utilidad más general."

### Bayonetas multiuso

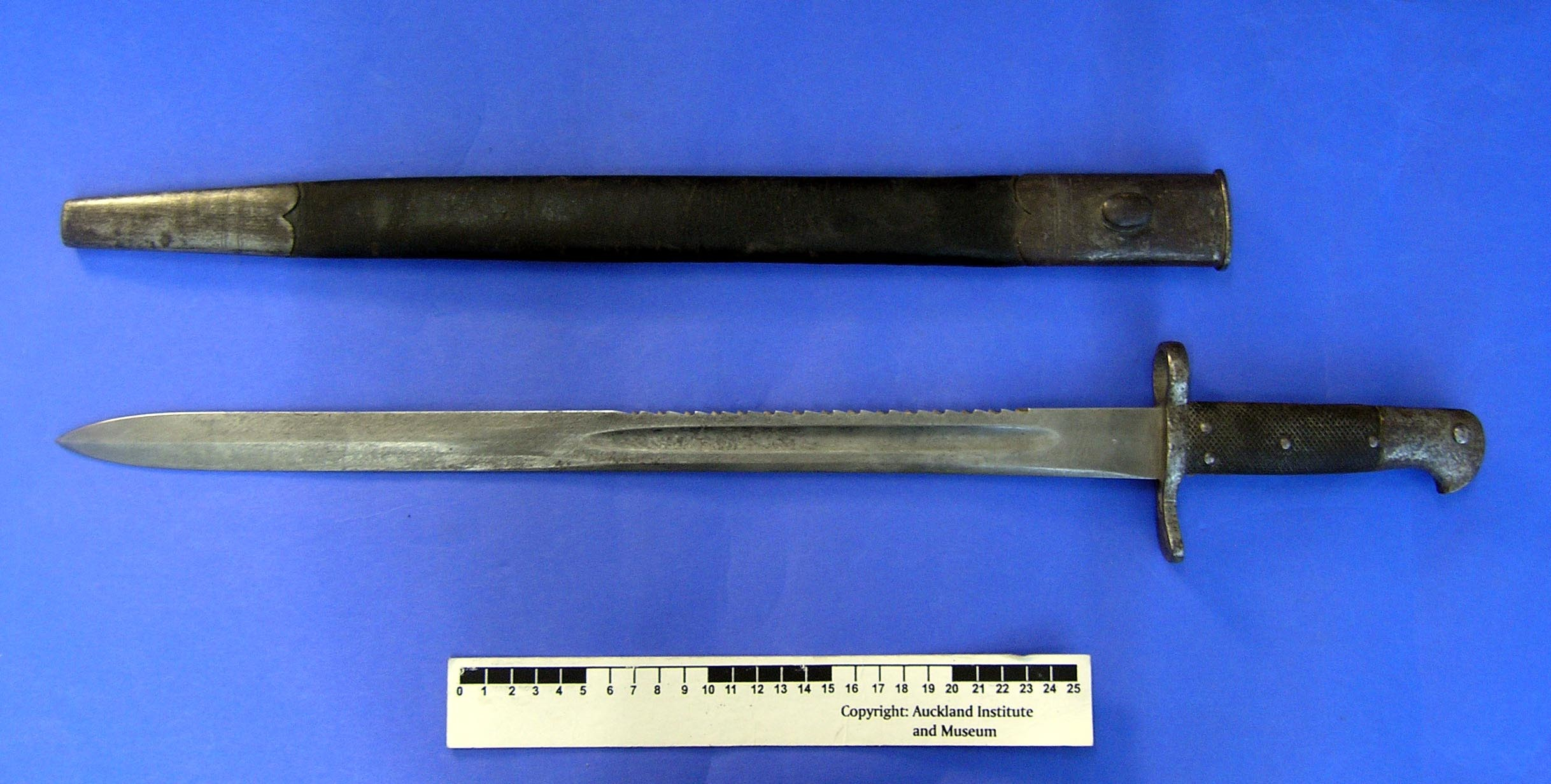
Bayoneta Snider británica de 1875 con vaina para carabina de artillería

Uno de estos diseños polivalentes era la bayoneta "con dientes de sierra", que incorporaba dientes de sierra en el lomo de la hoja. La bayoneta con dientes de sierra estaba pensada para su uso como herramienta de utilidad general, así como arma; los dientes estaban pensados para facilitar el corte de madera para diversos trabajos defensivos, como postes de alambre de espino, así como para descuartizar ganado. Inicialmente fue adoptada por los estados alemanes en 1865; hasta mediados de la Primera Guerra Mundial aproximadamente el 5% de cada estilo de bayoneta se complementó con una versión sawback, por ejemplo en Bélgica en 1868, Gran Bretaña en 1869 y Suiza en 1878 (Suiza introdujo su último modelo en 1914). Las bayonetas sawback originales eran típicamente del tipo espada pesada, se entregaban a los ingenieros, y hasta cierto punto el aspecto de bayoneta era secundario al de "herramienta". Más tarde, las bayonetas de sierra alemanas eran más un indicador de rango que una sierra funcional. La bayoneta de sierra demostró ser relativamente ineficaz como herramienta de corte, y pronto quedó desfasada por las mejoras en la logística militar y el transporte; la mayoría de las naciones abandonaron la bayoneta de sierra hacia 1900. El ejército alemán dejó de utilizar la bayoneta de sierra en 1917 tras las protestas de que la hoja dentada causaba heridas innecesariamente graves cuando se utilizaba como bayoneta fija.

### Cuchillo bayoneta
Un cuchillo bayoneta, es un cuchillo que se puede utilizar como bayoneta, cuchillo de combate, cuchillo utilitario, herramienta o arma de corte. El cuchillo bayoneta se convirtió en la forma casi universal de la bayoneta en el siglo XX, debido a su versatilidad y eficacia. Las bayonetas espada resultaban poco efectivas cuando estaban separadas del rifle, y eran poco eficaces en la guerra de trincheras. Aunque eran muy versátiles, las bayonetas espada demostraron ser armas poco prácticas en la guerra de trincheras, debido en parte a su gran longitud. El primer cuchillo bayoneta de uso generalizado fue el Seitengewehr 1871/84, armado con una hoja de 25,4 cm que se convirtió en la bayoneta de la infantería alemana en 1884. Una arma derivada de esta, la Seitengewehr 1884/98, continuó en uso en Alemania hasta 1945. Las bayonetas cuchillo, son principalmente cuchillos de combate, o cuchillos utilitarios, equipados con un anillo, para sujetar la bayoneta a un arma de fuego, tal como un rifle de asalto, una metralleta, o una escopeta de combate. Casi todas las bayonetas actuales, son cuchillos bayoneta, diseñados para ser usados en combate cuerpo a cuerpo, y como cuchillos utilitarios. Algunos tienen los bordes posteriores dentados, para mejorar su utilidad de corte, y poder usarlos como cortadores de alambre (cuando se usan junto con un accesorio, normalmente la funda del arma). Los cuchillos bayoneta modernos, tienen hojas de unos (20,3 cm) de largo por (3,81 cm) de ancho. Los cuchillos bayoneta han sido templados para ofrecer una mayor durabilidad, y no doblarse ni romperse, éste era a menudo el problema con las bayonetas de espada, ya que estas eran armas más largas y delgadas.

## Carga a la bayoneta
El desarrollo de la bayoneta a mediados del siglo XVII llevó a la carga a la bayoneta a convertirse en la principal táctica de infantería durante el siglo XIX y el XX. Ya en el siglo XIX, los eruditos militares ya notaban que la mayoría de las cargas de bayoneta no resultaban en combate cuerpo a cuerpo. En cambio, un lado generalmente huía antes de que se produjera una lucha real con bayonetas. Se ha sostenido que el acto de colocar las bayonetas está relacionado principalmente con la moral, la creación de una señal clara para amigos y enemigos de la voluntad de matar de cerca.
La carga de bayoneta fue sobre todo una herramienta de choque. Si bien las cargas eran razonablemente comunes en las guerras de los siglos XVIII y XIX, el combate real entre formaciones con sus bayonetas era tan raro que en realidad no existía. Por lo general, una carga solo ocurriría después de un largo intercambio de disparos, y un lado se rompería y correría antes de que realmente se hiciera contacto. Sir Charles Oman, llegando al final de su historia de la Guerra de independencia española en la que había estudiado de cerca cientos de batallas y combates, sólo descubrió un único ejemplo de, en sus palabras, "una de las cosas más raras de la Guerra Peninsular, una verdadera lucha cuerpo a cuerpo con el arma blanca". Los combates cuerpo a cuerpo de la infantería eran mucho más comunes en el campo cercano: pueblos, aldeas, movimientos de tierra y otros terrenos que reducían la visibilidad a tales rangos que la lucha cuerpo a cuerpo era inevitable. Estos tumultos, sin embargo, no eran cargas de bayoneta per se, ya que no fueron ejecutados ni defendidos por cuerpos regulares de infantería ordenada; más bien fueron una serie caótica de combates individuales donde se usaron culatas de mosquete y puños junto con bayonetas.